# TV-film
En TV-film är en långfilm som är inspelad för att visas direkt i TV, utan att först visas på bio eller gå direkt till video. Många TV-filmer är lågbudgetfilmer och/eller verklighetsbaserade med förlagor som skönlitterära verk eller i vissa fall TV-serier. Eftersom de räknas som TV-produktioner är de nominerbara för Emmypriset.
Dramatiska och ibland något dokumentärlika TV-filmer kallades innan 1980-talet även för TV-spel. Begreppet användes åtminstone för TV-filmer producerade till och med början av 1980-talet innan tillkomsten av spelkonsoler.

## Exempel på TV-filmer
- Rescue from Gilligan's Island (1979)
- Introducing... Janet (1983)
- Rita Hayworth – kärleksgudinnan (1983)
- Mördarens sista vittne (1985)
- En bön om nåd (1989)
- Summer Dreams: The Story of The Beach Boys (1990)
- Dödsfällan (1992)
- Labor of Love: The Arlette Schweitzer Story (1993)
- Norma Jean & Marilyn (1996)
- Two Came Back (1997)
- Den tatuerade änkan (1998)
- The Rat Pack (1998)
- Take Me Home: The John Denver Story (2000)
- Carrie (2001)
- She's No Angel (2001)
- Helter Skelter (2004)